# Игнатиха (Смоленская область)
Игнатиха — деревня в Новодугинском районе Смоленской области России. Входит в состав Днепровского сельского поселения. Население — 0 жителя (2012 год). В деревне фактически имеется один жилой дом ,который сдается на лето. Постоянно проживающего населения не имеется
Расположена в северо-восточной части области в 21 км к западу от Новодугина, в 25 км западнее автодороги Р134 «Старая Смоленская дорога» Смоленск — Дорогобуж — Вязьма — Зубцов, на берегу реки Стрельня. В 26 км восточнее деревни расположена железнодорожная станция Новодугино на линии Вязьма — Ржев.

## История
В годы Великой Отечественной войны деревня была оккупирована гитлеровскими войсками в октябре 1941 года, освобождена в марте 1943 года.